# Barossa Valley (wijnstreek)

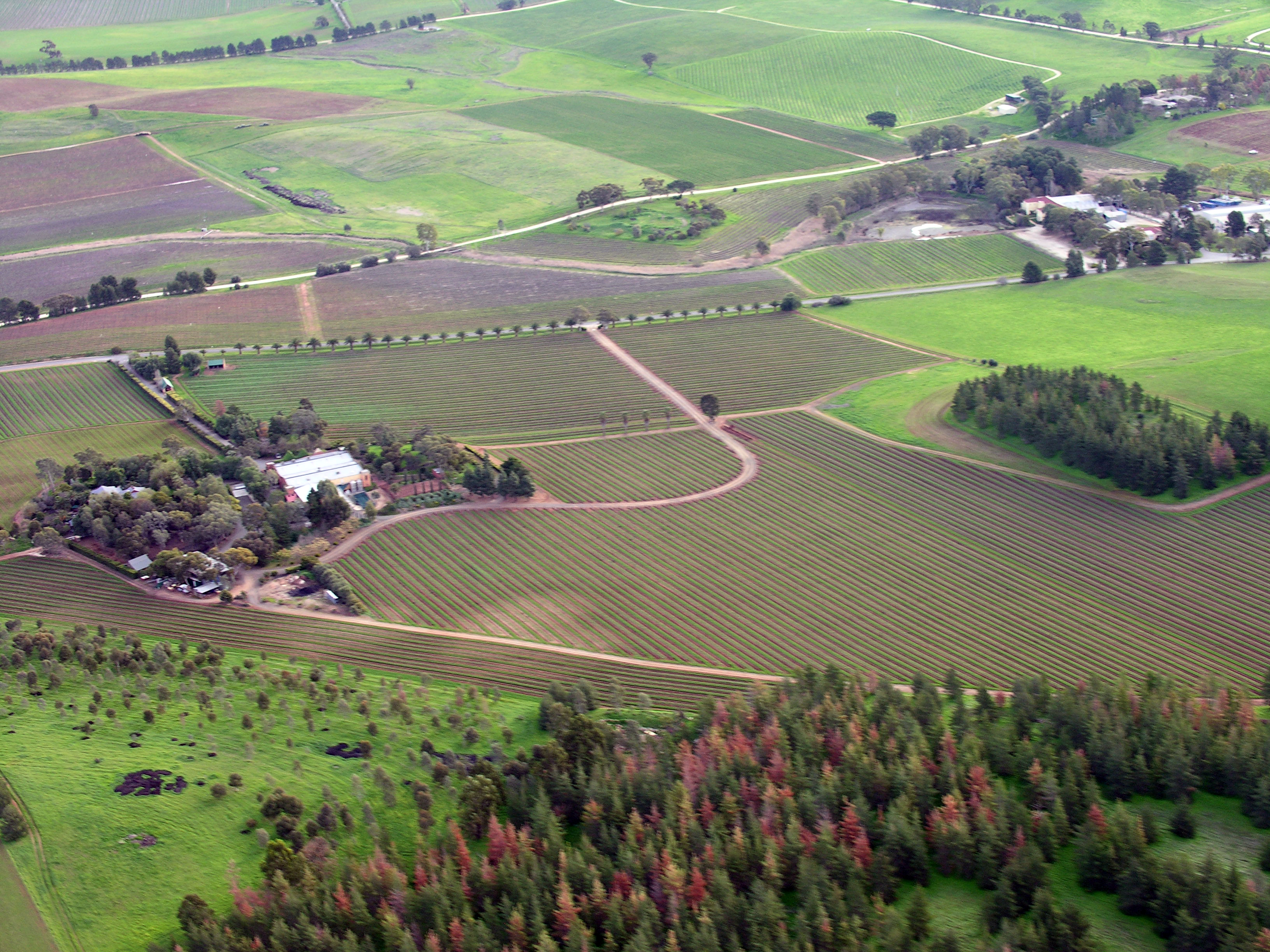
Barossa Valley

Barossa Valley is een van de oudste wijnstreken in Australië. Het gebied ligt in de deelstaat Zuid-Australië op ongeveer 55 kilometer ten noordoosten van Adelaide. Er worden rode en witte wijnen geproduceerd en het aandeel in de nationale wijnproductie is iets minder dan 10%.

## Geschiedenis
Rond 1850 kwamen veel Duitsers naar de regio. Zij hielden zich bezig met de fruitteelt waaronder ook druiven voor de wijnproductie. Rond de eeuwwisseling stond het gebied al bekend met zijn versterkte wijnen en in 1929 werd hier een kwart van alle wijn in het land geproduceerd. Door de grote economische crisis en de Tweede Wereldoorlog daalde de vraag naar wijn en de wijnboeren hadden het financieel moeilijk. Na de oorlog kende het gebied zeer wisselende periode van voor- en tegenspoed. Tegenwoordig staat het gebied vooral bekend om zijn rode wijnen.

## Ligging
Het wijngebied ligt ten noordoosten van de stad Adelaide. De grootste plaats is Nurioopta met ruim 4000 inwoners. Vanuit hier strekt het wijnbouwgebied zich zo'n 30 kilometer naar het zuiden uit tot Williamstown. De wijnbouw vindt plaats op een hoogte van 200 tot 500 meter. Droogte is een van de belangrijkste bedreiging voor een goede oogst en veel wijngaarden worden geïrrigeerd. De naastgelegen North Para rivier levert hiervoor het water. Naar het oosten is de wijnbouw ook in de ernaast gelegen Eden Valley aangekomen.

## Druivensoorten
In de regio zijn blauwe en witte druiven aangeplant. Het totale areaal beslaat een oppervlakte van iets meer dan 11.000 hectare. De Shiraz is de meest voorkomende druivensoort en beslaat ongeveer de helft van de regio. Andere blauwe druiven zijn de Cabernet Sauvignon en de Grenache Noir. Bij de witte druiven zijn de Chardonnay, Sémillon en Riesling relatief veel aangeplant.